# Земельный суд Вельса

Земельный и районный суды Вельса

Земельный суд Вельса (нем. Landesgericht Wels (LG Wels)) — один из четырёх государственных региональных судов компетентной юрисдикции федеральной земли Верхняя Австрия. Суд расположен в городе Вельс. 
Адрес суда: 4600 Вельс, Мария-Терезия-Штрасе, 12, тел. +43 57 60121.
Географические координаты Земельного суда Вельса: 48°09′24″ с. ш. 14°01′09″ в. д..
Руководство суда (2016):
- Председатель земельного суда — Доктор Хильдегард Эгле;
- заместитель председателя суда — Доктор Йозеф Обермайер;
- администратор суда — Вальтер Цаунмюллер.

## Полномочия суда
Земельный суд Вельса является судом региональной инстанции и  рассматривает уголовные и гражданские дела, поступающих от шести, существующих в настоящее время, районных судов Верхней Австрии, находящихся в территориальной подсудности данного суда (Бад-Ишль, Вельс, Гмунден, Грискирхен, Фёклабрукк, Эфердинг). Он также рассматривает гражданские правовые отношения (за редкими исключениями) с суммами спора более 15000 евро. Кроме того, Земельный суд Вельса, рассматривает апелляции на постановления районных судов Верхней Австрии, находящихся в территориальной подсудности данного суда, а также рассматривает дела по трудовому и социальному законодательству Австрии в этой части федеральной земли Верхняя Австрия независимо от суммы спора. Ведение реестра всех компаний, созданных в Верхней Австрии, находящихся в территориальной подсудности данного суда, также является прерогативой для Земельного суда Вельса.
Территориальная юрисдикция Земельного суда Вельса охватывает центрально-южную часть федеральной земли Верхняя Австрия и распространяется на штатутарштадт Вельс, а также на её пять политических округов: Вельс, Гмунден, Грискирхен, Фёклабрукк и Эфердинг. Вышестоящим судом для него является Высший земельный суд Линца.

## Здание суда

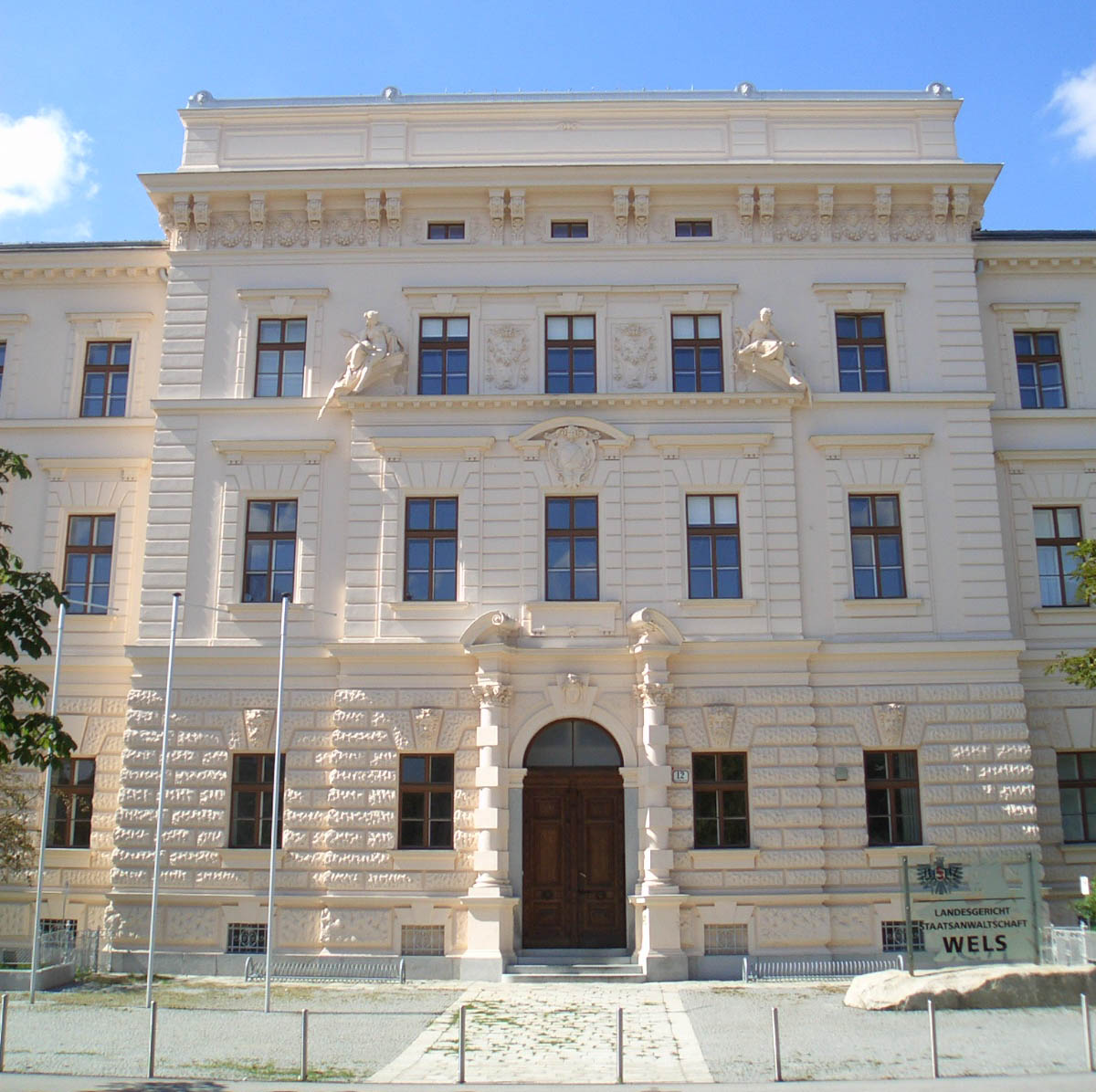
Земельный суд Вельса

Земельный суд Вельса в настоящее время располагается в здании на Мария-Терезия-Штрасе, 12. 
В цокольном этаже располагаются: сервисный центр, касса, департаменты банкротства и коммерческой регистрации, ведомства по труду и социальным вопросам, буфет. По правой стороне цокольного этажа: сервисный центр (Zi 3, 4), касса (Zi 5), департамент банкротства (Бизнес-отдел Zi 6). У входа в суд — офис (Zi 8) и департамент коммерческого регистра (Zi офис 11). Рядом с центром обслуживания и буфетом находится лифт. Он расположен в задней части здания суда, рядом с офисными помещением № 20 и копировальным центром (Zi 21, открыт с 08:00 до 12:00). На левой стороне вы найдете трудовые и социальные судебные отделы (офис Zi 38) и их судебные залы 33, 34, 35.
Первый этаж: канцелярия, гражданские ведомства, департаменты апелляции по вопросам гражданского и семейного права, видео-конференц-зал и библиотека.
Напротив лестницы находится зал суда 101 (решение вопросов по уголовным делам и банкротству). На левой стороне вы найдете видео-конференц-зал (номер 104), в котором проводятся слушания по вопросам трудового и социального законодательства, а также канцелярия (регистрация в офисе Zi 107), и судебные залы 117, 118. В задней части здания находятся залы судебных заседаний 123 и 125. Справа от лестницы вы можете найти офис по апелляционным вопросам (Zi 137) и по гражданским делам (Zi 139).
Второй этаж: криминальные ведомства, помещения для задержанных и офисы по правовым вопросам, апелляционная коллегия по уголовным делам, прокурор.
Напротив лестницы находится зал суда 201. На обратной стороне вы можете найти судебные офисы 224, 232 и 234, офис для допроса несовершеннолетних (номер 223) и помещения для задержанных, офисы по правовым вопросам и уголовным делам (Zi 233). Управление по уголовным делам в офисах Zi 239-241.
Для посетителей по вопросам опеки: выдача свидетельств посетителям проходит в Центре обслуживания (цокольный этаж). Обратите внимание, что юрисдикция возникает только с вынесением обвинительного заключения. 
Санитарно-техническое оборудование для людей с ограниченной подвижностью: 
- в цокольном этаже слева от главного входа, напротив офисного помещения Zi 44, для малышей здесь также имеется пеленальный столик.
- на первом и втором этажах в северо-западной части здания (от лестницы направо, а затем еще раз направо до конца перехода, по левую сторону)[5].

## Доказательства и источники
- Австрийская информационная система Rechtsinformationssystem des Bundes (RIS)  (нем.)
- Исторические законы и нормативные акты ALEX Historische Rechts- und Gesetzestexte Online  (нем.)
- Географические справочники, 1903÷1908 GenWiki  (нем.)
- Географические справочники GenWiki  (нем.)
- Австрия GenWiki  (нем.)
- Региональный научно-исследовательский портал GenWiki  (нем.)